# Grande halle de la Villette
La grande halle de la Villette, pouvant éventuellement être abrégée en « Grande Halle », est un bâtiment des anciens abattoirs composé de structures en charpente métalliques construit dans le quartier du Pont-de-Flandre à Paris. Elle se trouve actuellement place de la Fontaine-aux-Lions à l'entrée Sud du parc de la Villette (métro Porte de Pantin).
Depuis la naissance du parc de la Villette à l'emplacement des anciens abattoirs, la grande halle est devenue une salle accueillant des manifestations culturelles et des salons. L'Établissement public du parc et de la grande halle de la Villette (EPPGHV) en assure, depuis 1993, la gestion et la programmation culturelle.
Elle a été inscrite aux monuments historiques par un arrêté du 2 mars 1979.

## Historique

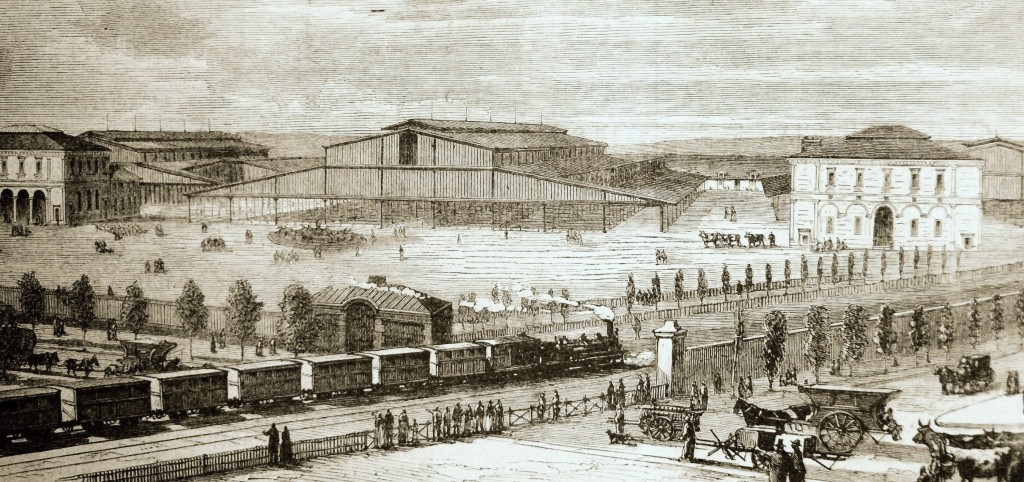
Les abattoirs de la Villette en 1867.

Ancienne « halle aux bœufs », construite entre 1865 et 1867, le bâtiment appelé aujourd'hui « grande halle de la Villette » était la plus grande des trois halles de vente aux bestiaux et la seule à avoir été conservée à son emplacement initial. Elle fut conçue par l'architecte Jules de Mérindol (1815-1888), élève de Victor Baltard, assisté de Louis-Adolphe Janvier. Elle est, alors, « le plus grand édifice parisien permanent en métal ».
Lors de son inauguration, elle put contenir 1 360 gros bovins (bœufs, vaches et taureaux), les jours de grands marchés qui se déroulaient tous les lundis et les jeudis. Au fil des ans, ce chiffre monta à 5 000 bestiaux,, jusqu'à sa fermeture le 15 mars 1974.
Les deux autres halles plus petites qui l'entouraient et en étaient séparées par de larges avenues, servaient respectivement à abriter : 3 900 moutons pour l'une, à l'ouest ; 1 950 veaux et 3 240 porcs pour l'autre, à l'est,. Lors des travaux d'aménagement du parc, si la « halle aux Veaux », très abîmée, a été totalement détruite en 1980, seule la « halle aux Moutons » fut complètement démontée en 1986, et achetée par le département de la Seine-Saint-Denis dans l'espoir de la remonter sur un autre site, ce qui n'est toujours pas le cas aujourd'hui (les divers éléments de sa charpente sont donc toujours entreposés dans les locaux d'Affimet, une filiale de Pechiney, à Dammarie-les-Lys en Seine-et-Marne).
La grande halle a été réhabilitée à deux reprises depuis la création du parc de la Villette par les architectes Bernard Reichen et Philippe Robert, entre 1983 et 1985, puis entre 2005 et 2007. En 1989, elle est, avec le Centre Georges-Pompidou, l'un des deux lieux où seront exposés les Magiciens de la terre[réf. souhaitée].
Entre les 11 et 13 novembre 2018 s'y tient le Forum de Paris sur la paix[réf. souhaitée].
Du 22 mars au 22 septembre 2019, après Los Angeles et avant Londres, l'exposition « Toutânkhamon, le trésor du pharaon » y est organisée. Avec 1 423 170 visiteurs, elle est devenue l'exposition la plus visitée de France, devançant l'exposition « Toutânkhamon et son siècle » qui avait attiré 1,24 million de spectateurs au Grand Palais à Paris en 1967.
À l'occasion du bicentenaire de la mort de Napoléon Ier en 2021, une grande exposition, intitulée Napoléon,  est organisée à la Grande Halle. Pour l'occasion, plus de 150 tableaux, sculptures et objets divers ont été prêtés par des fonds napoléoniens (la Fondation Napoléon, les châteaux de Versailles, de Fontainebleau, de Malmaison ou encore le musée de l’Armée).
Aujourd'hui cette halle n'est plus utilisée pour des marchés de bestiaux,  mais  pour des spectacles (danse, théâtre, expositions) ou des évènements comme le salon Whisky Live, le salon du tatouage ou des concerts de musique (Jazz à la Villette).

### Le Club France
Pour les Jeux olympiques d'été de 2024, la halle est utilisée en fan-zone par le Comité national olympique et sportif français pour le « Club France », où sont rediffusées les compétitions olympiques et paralympiques sur écran géant et où certains athlètes français médaillés le jour-même défilent en soirée. Un village des partenaires est également présent à l'intérieur de la halle. Le plateau de tournage de l'émission Quels Jeux ! diffusée en direct sur France 2 est située à l'étage au dessus du village des partenaires et est visible depuis la fan-zone.

## Description
D'une superficie de 26 000 m2, la grande halle est un bâtiment composé de structures en charpente de fer et de fonte, longue de 245 mètres, large de 85 mètres, et haute de 19 mètres,. Outre son espace d'exposition, elle abrite désormais un hall d'accueil, une librairie et un restaurant.

## Autres bâtiments datant des anciens abattoirs
Subsistent également sur le parc de la Villette d'autres vestiges des anciens abattoirs de la Villette, eux aussi inscrits pour partie, ou en totalité, aux monuments historiques :
- le pavillon de la Bourse (à gauche de la Grande halle), ancienne bourse aux bestiaux abritant une criée et actuel théâtre Paris-Villette ;
- le pavillon Janvier (à droite de la Grande halle), ancien bâtiment administratif (services de police et poste) et actuel siège de l'EPPGHV ;
- le pavillon du Charolais (derrière la Grande halle), ancienne buvette du marché aux bestiaux, et actuel Hall de la Chanson ;
- le pavillon des Maquettes (derrière la Grande halle) abrite désormais l'Association de prévention du site de la Villette (APSV) ;
- la fontaine aux Lions de Nubie (face à la Grande halle), construite par Pierre-Simon Girard en 1811, dont les lions furent fondus au Creusot, fut déplacée en 1867 de la place du Château-d'eau (actuelle place de la République) vers la cour du marché aux bestiaux où elle servait d'abreuvoir ;
- la rotonde des vétérinaires (entrée côté Porte de la Villette), ancien bâtiment de triperie, est devenue le Pavillon Villette qui accueille notamment des spectacles de magie nouvelle ;
- l'ancienne horloge (entrée côté Porte de la Villette), construite en 1877 et actuelle Folie Horloge.